# Sinotmethis yabraiensis
Sinotmethis yabraiensis är en insektsart som beskrevs av Xi, G. och Z. Zheng 1993. Sinotmethis yabraiensis ingår i släktet Sinotmethis och familjen Pamphagidae. Inga underarter finns listade i Catalogue of Life.